# Robert Millikan
Robert Andrews Millikan (ur. 22 marca 1868 w Morrison, Illinois, zm. 19 grudnia 1953 w San Marino, Kalifornia) – amerykański fizyk, laureat Nagrody Nobla w dziedzinie fizyki w roku 1923 za wyznaczenie ładunku elementarnego i prace nad zjawiskiem fotoelektrycznym.

## Naukowiec
Jego doświadczenie wykonane na początku XX wieku potwierdziło, iż ładunek pojedynczego elektronu jest ładunkiem elementarnym, to znaczy, że wartość bezwzględna każdego ładunku jest całkowitą wielokrotnością pewnego ładunku q = n·e, gdzie n = 1,2,3,...; q – całkowity ładunek, e – wartość bezwzględna ładunku elektronu 1,6·10-19C.
W latach 1921–1945 był rektorem w California Institute of Technology.

## Nagrody i odznaczenia
Poza Nagrodą Nobla otrzymał m.in.:
- 1922 – Medal Edisona za prace eksperymentalne w dziedzinie nauk o elektryczności.
- 1923 – Hughes Medal
- 1925 – Matteucci Medal
- 1926 – Medal ASME
- 1940 – Medal Oersteda
- 1949 – Medal za Zasługi[6]
- Order Komandora Legii Honorowej
- Tau Beta Pi Engineering Honor Society